# Miraflores (Guaviare)
Pour les articles homonymes, voir Miraflores.
Miraflores est une municipalité située dans le département de Guaviare, en Colombie.